# Smilisca cyanosticta
Smilisca cyanosticta es una especie de anfibio anuro de la familia Hylidae. Es nativo del sur de México, Guatemala y Belice. La especie esta amenazada por destrucción de hábitat y los efectos de la quitridiomicosis.

## Distribución y hábitat
Su área de distribución incluye la vertiente atlántica de México, Belice y Guatemala, y se extiende de Oaxaca en México hasta El Petén y Alta Verapaz en Guatemala. Su hábitat natural se compone de bosque húmedo montano y premontano. Su distribución altitudinal oscila entre 300 y 1200 m s. n. m..